# Luca Salsi
Luca Salsi (San Secondo Parmense, 19 marzo 1975) è un baritono italiano, distintosi in particolare nel repertorio verdiano.

## Biografia
È cresciuto a Lesignano de' Bagni, comune sulla prime colline parmensi. Si è diplomato in canto presso il Conservatorio Arrigo Boito di Parma, sotto la guida del soprano Lucetta Bizzi  perfezionandosi con il baritono Carlo Meliciani. Ha debuttato nel 1997 presso il Teatro Comunale di Bologna ne La scala di seta di Rossini. Dopo aver vinto il premio Viotti a Vercelli nel 2000 - dove da 25 anni non davano il primo premio - ha iniziato una rapida ed intensa carriera che lo ha portato a calcare, in breve tempo, alcuni dei maggiori palcoscenici del mondo: il Metropolitan di New York, il Teatro alla Scala, la Royal Opera House di Londra, la Washington National Opera, il Festival di Salisburgo, la Los Angeles Opera, la Staatsoper di Berlino, il Liceu di Barcellona, il Teatro del Maggio Musicale Fiorentino, il Teatro dell’Opera di Roma, il Teatro Regio di Parma, il Teatro San Carlo di Napoli, il Teatro Filarmonico di Verona, il Teatro Massimo di Palermo, il Festival Puccini di Torre del Lago, il Concertgebouw di Amsterdam e il Teatro Real di Madrid. Ha collaborato con importanti direttori d'orchestra come James Conlon, Riccardo Muti, James Levine, Daniele Gatti, Riccardo Chailly, Plácido Domingo, Gustavo Dudamel, Nicola Luisotti, Renato Palumbo, Donato Renzetti e Alberto Zedda, nonché con prestigiosi registi quali Robert Carsen, Hugo De Ana, Antony Minghella, Werner Herzog, Franco Zeffirelli e David McVicar.
Nella stagione 2012/2013 ha fatto il suo debutto al Liceu di Barcellona come Don Carlo ne La forza del destino, seguito da altri importanti debutti nei ruoli verdiani come Macbeth, il Conte di Luna (Il trovatore), Francesco Foscari (I due Foscari) e Nabucco al Teatro dell’Opera di Roma diretto dal Riccardo Muti. Ha inaugurato la stagione 2013/2014 della Chicago Symphony Orchestra nel Macbeth, sempre diretto da Riccardo Muti. Tra i suoi impegni nelle ultime stagioni: Un ballo in maschera a Bologna, Lucia di Lammermoor e Don Carlo al MET di New York (dove è salito alla ribalta per aver cantato anche in Ernani, lo stesso giorno di una recita di Lucia di Lammermoor) La traviata a Torino, Londra e Monaco di Baviera, Nabucco a Verona, Macbeth e Nabucco a Barcellona, Rigoletto a Madrid, I due Foscari alla Scala, Falstaff a Chicago e Macbeth a Stoccolma – entrambi con la direzione di Riccardo Muti - Nabucco e Rigoletto a Roma, Ernani e Il templario al Festival di Salisburgo.
Luca Salsi ha debuttato nel ruolo di Carlo Gérard nell'Andrea Chénier (accanto a Jonas Kaufmann e Anja Harteros) alla Bayerische Staatsoper, è stato protagonista del Rigoletto ad Amsterdam (nuova produzione firmata da Damiano Michieletto) e ha interpretato Amonasro nell'Aida al Festival di Salisburgo, ancora una volta diretto da Riccardo Muti. A ottobre 2017 debutta nel ruolo di Scarpia nella Tosca al Teatro dell’Opera di Roma. È stato scelto da Riccardo Chailly per interpretare il ruolo di Carlo Gérard nell'Andrea Chénier inaugurale della Stagione 2017/2018 del Teatro alla Scala. Lo stesso direttore lo ha scelto ancora, per il ruolo di Scarpia, nella Tosca che ha aperto la stagione 2019/2020, nonché per il ruolo di Rodrigo nel Don Carlo, opera che ha inaugurato la stagione 2023/2024 dello stesso teatro.
Sempre nel 2019 è stato protagonista indiscusso al Salzburger Festspielhaus nel Simon Boccanegra diretto da Valery Gergiev alla guida dei Wiener Philharmoniker.
Nel febbraio 2020 fa il suo debutto come Alfio nella Cavalleria rusticana con la Chicago Symphony Orchestra diretto da Riccardo Muti, mentre a novembre canta Jago (per la prima volta in Italia) in una nuova produzione del Teatro del Maggio Musicale Fiorentino. Il 7 dicembre 2021 è tra i protagonisti dello spettacolo “A riveder le stelle” al Teatro alla Scala.
Nel gennaio 2021 debutta nella parte di Ernesto ne Il Pirata al Teatro San Carlo di Napoli, quindi è stato Rodrigo in Don Carlo al Teatro Comunale di Modena., Rigoletto al Maggio Musicale Fiorentino, Scarpia ancora al Maggio Musicale Fiorentino e al festival di Pentecoste del Salzburger Festspiele. Tra gli altri impegni del 2021 spiccano tre nuove produzioni di Macbeth (Wiener Staatsoper, Lyric Opera of Chicago e Teatro alla Scala, in quest’ultimo a dicembre per l’inaugurazione della stagione 2021/22), Arena di Verona, Teatro Municipale di Piacenza, Teatro di San Carlo, Teatro Real e Royal Opera House di Londra.

## Curiosità
- Nell’aprile del 2015 Luca Salsi è stato protagonista di una vicenda che l’ha fatto balzare agli onori della cronaca internazionale (da cui è stato ribattezzato “il superbaritono”): ha sostituito un indisposto Plácido Domingo in una recita pomeridiana dell'Ernani alla Metropolitan Opera di New York, un quarto d'ora prima dell'inizio dello spettacolo. La sera stessa Salsi doveva cantare, come da programma, in una recita della Lucia di Lammermoor[3][4][5][6][7], quindi ha interpretato due opere diverse nello stesso giorno, a distanza di poche ore.
- È cittadino onorario del Comune di Lesignano de' Bagni in Provincia di Parma.

## Riconoscimenti
Il 13 marzo 2019 il Consiglio Comunale di Lesignano de' Bagni gli ha conferito la cittadinanza onoraria. La cerimonia ufficiale di consegna si è svolta il 7 Aprile 2019 nell'Abbazia di Badia Cavana.
Il 6 maggio 2022 l'Associazione Internazionale Culturale Musicale Ettore Bastianini gli ha conferito il "Premio Ettore Bastianini 2022".
Il 14 gennaio 2024 il Comune di Parma gli ha conferito la prestigiosa medaglia d'oro del premio Sant'Ilario.

## Repertorio
| Ruolo                                | Titolo                  | Autore      |
| ------------------------------------ | ----------------------- | ----------- |
| Ernesto                              | Il pirata               | Bellini     |
| Sir Riccardo Forth                   | I puritani              | Bellini     |
| Michonnet                            | Adriana Lecouvreur      | Cilea       |
| Belcore                              | L'elisir d'amore        | Donizetti   |
| Lord Enrico Ashton                   | Lucia di Lammermoor     | Donizetti   |
| Carlo Gérard Mathieu Pietro Fléville | Andrea Chénier          | Giordano    |
| Un araldo                            | Alceste                 | Gluck       |
| Valentin                             | Faust                   | Gounod      |
| Silvio                               | Pagliacci               | Leoncavallo |
| Alfio                                | Cavalleria rusticana    | Mascagni    |
| Coudal                               | Sapho                   | Massenet    |
| Giorgio                              | Werther                 | Mayr        |
| Figaro                               | Le nozze di Figaro      | Mozart      |
| Leporello                            | Don Giovanni            | Mozart      |
| Guglielmo                            | Così fan tutte          | Mozart      |
| Briano di Bois-Guilbert              | Il templario            | Nicolai     |
| Barnaba                              | La Gioconda             | Ponchielli  |
| Frank                                | Edgar                   | Puccini     |
| Lescaut                              | Manon Lescaut           | Puccini     |
| Marcello Schaunard                   | La bohème               | Puccini     |
| Il Barone Scarpia                    | Tosca                   | Puccini     |
| Sharpless                            | Madama Butterfly        | Puccini     |
| Michele                              | Il tabarro              | Puccini     |
| Gianni Schicchi                      | Gianni Schicchi         | Puccini     |
| Blansac                              | La scala di seta        | Rossini     |
| Figaro                               | Il barbiere di Siviglia | Rossini     |
| Don Alvaro                           | Il viaggio a Reims      | Rossini     |
| Raimbaud                             | Le Comte Ory            | Rossini     |
| Nabucco                              | Nabucco                 | Verdi       |
| Don Carlo                            | Ernani                  | Verdi       |
| Francesco Foscari                    | I due Foscari           | Verdi       |
| Ezio                                 | Attila                  | Verdi       |
| Macbeth                              | Macbeth                 | Verdi       |
| Seid                                 | Il corsaro              | Verdi       |
| Rolando                              | La battaglia di Legnano | Verdi       |
| Miller                               | Luisa Miller            | Verdi       |
| Rigoletto                            | Rigoletto               | Verdi       |
| Conte di Luna                        | Il trovatore            | Verdi       |
| Giorgio Germont                      | La traviata             | Verdi       |
| Renato                               | Un ballo in maschera    | Verdi       |
| Simon Boccanegra                     | Simon Boccanegra        | Verdi       |
| Don Carlo di Vargas                  | La forza del destino    | Verdi       |
| Rodrigo di Posa                      | Don Carlo               | Verdi       |
| Amonasro                             | Aida                    | Verdi       |
| Jago Montano                         | Otello                  | Verdi       |
| Falstaff Ford                        | Falstaff                | Verdi       |
| Ludwig VI                            | Euryanthe               | Weber       |
| Omar                                 | Maometto                | Winter      |

## Discografia
- Ernani di G.Verdi, diretta da Riccardo Muti, Orchestra e Coro del Teatro dell'Opera di Roma[28];
- Nabucco di G.Verdi, diretta da Riccardo Muti, Orchestra e Coro del Teatro dell'Opera di Roma[29];

## Videografia
| Titolo                  | Cast                                                                                      | Direttore            | Regista             |
| ----------------------- | ----------------------------------------------------------------------------------------- | -------------------- | ------------------- |
| Falstaff                | Ambrogio Maestri, Antonio Gandia, Luca Casalin, Patrizio Saudelli                         | Andrea Battistoni    | Stephen Medcalf     |
| Il corsaro              | Bruno Ribeiro, Andrea Papi, Irina Lungu                                                   | Carlo Montanaro      | Lamberto Puggelli   |
| Il barbiere di Siviglia | Ketevan Kemoklidze, Dmitrij Korchak                                                       | Andrea Battistoni    | Stefano Vizioli     |
| Nabucco                 | Francesco Meli, Riccardo Zanellato, Tatiana Serjan, Anna Malavasi                         | Riccardo Muti        | Jean-Paul Scarpitta |
| New Year's Concert 2020 | Francesco Demuro, Francesca Dotto                                                         | Myung-Whun Chung     |                     |
| Il trovatore            | Anna Netrebko, Yusif Eyvazov, Dolora Zajick, Elisabetta Zizzo, Carlo Bosi, Dario Giorgelè | Pier Giorgio Morandi | Franco Zeffirelli   |
| Andrea Chénier          | Yusif Eyvazov, Anna Netrebko, Annalisa Stroppa, Mariana Pentcheva                         | Riccardo Chailly     | Mario Martone       |
| Simon Boccanegra        | Marina Rebeka, René Pape, Charles Castronovo, André Heyboer                               | Valery Gergiev       | Andreas Kriegenburg |